# Hauptmann Florian von der Mühle
Hauptmann Florian von der Mühle ist eine deutsche Historienkomödie der DEFA von Werner W. Wallroth aus dem Jahr 1968. Die Handlung beruht lose auf wahren Begebenheiten und ist eine Verfilmung der Erzählung Die Winternachtsabenteuer von Joachim Kupsch.

## Handlung
Müller Florian hat im Krieg gegen Napoleon Bonaparte gekämpft und sein Geld für den Kaiser gegeben. Beim Krieg wurde seine Mühle zerstört und Florian, der nun sogar Steuern für die Ruine zahlen soll, geht nach Wien, um beim Kaiser Franz II. einen Regress einzufordern. Auf dem Weg nach Wien rettet er der Duchessa Josephine von Guastalla das Leben, deren Identität er jedoch nicht erfährt. Josephine ist anonym unterwegs, um in Wien ihren Besitz zu verteidigen, den Franz II. seiner Tochter zusprechen will. Die wiederum wird vom im Exil lebenden Napoleon umworben und Josephine trägt seinen Liebesbrief bei sich, der die Geliebte zu ihm bringen und so Josephines Besitz retten soll. Aus Angst vor Überfällen näht Josephines Schwägerin, die Freifrau von Colloredo, den Brief heimlich in Florians Uniform ein. Die Freifrau spielt zudem ein doppeltes Spiel für Fürstkanzler Metternich, hat Josephine ihren Bruder doch kurz vor seinem Tod geheiratet und ihr so die Chance auf ein Erbe genommen. Heimlich lässt sie die Heiratsurkunde Josephines fälschen.
In Wien eilt Florian davon, um seine Regressforderung zu stellen, und die Freifrau scheitert bei dem Versuch, Florian zu vergiften und die Uniformjacke an sich zu nehmen. Stattdessen wird Florian für den neuen Vorkoster des Kaisers gehalten und ins Schloss gebracht. Als er dem Fürstkanzler Metternich gegenüber seine Regressforderung ausspricht, wird er inhaftiert, jedoch von seinem früheren Kompagnon aus Armeezeiten Amadeus befreit. Als Trommler in Amadeus’ Militärkapelle verkleidet, erkennt Florian die Identität Josephines und ist verblüfft. Er folgt ihr mit Amadeus ins Schloss zu einer Audienz bei Metternich, doch Josephine kann ihre Forderungen nach Behalt des Besitzes nicht durchsetzen, da die Heiratsurkunde gefälscht ist. Sie trifft sich mit ihrer Freundin Fanny, die in der Gunst Metternichs steht und ihr zu einer Abfindung rät. Sie hält eine Ehe von Josephine mit Florian für ratsam, solange der seine Geldforderungen durchsetzen kann.
Der Brief Napoleons wird bei einem unfreiwilligen Bad Florians zerstört. Als Metternich der mittellosen Josephine anbietet, als Äbtissin in das Kloster zu gehen, das er bereits Fanny versprochen hat, wird diese aktiv. Sie setzt bei Metternich durch, dass der Regress Florians gezahlt wird – in vielfacher Höhe und als Abfindung für Josephine. Auch Florian hat unterdessen zu rabiateren Methoden gegriffen und Amadeus mit einem Brief ins Schloss geschickt: Sollte er sein Geld nicht innerhalb kürzester Zeit erhalten, werde er das Schloss in die Luft sprengen. Da der Polizeidirektor die Unterschrift Florians als die Napoleons deutet und ein Diener mit der Nachricht erscheint, dass Napoleon gelandet sei und auf Paris marschiere, zahlt er Florian ein Vielfaches der gewünschten Summe aus seiner Privatkasse – auch wenn sich die Drohkanonenschüsse Florians als Feuerwerk entpuppen. Josephine bekommt von Florians Regressforderungen das 20-Fache; nun ist er reich und kehrt mit Josephine zu seiner Mühle zurück; begleitet von seinem Freund Amadeus und Nanderl.

## Produktion
Hauptmann Florian von der Mühle wurde 1967 unter anderem in Freyburg (Unstrut), im Barockgarten Großsedlitz sowie im Hof an der Jüdengasse in Naumburg, dem heutigen Hotel Toscana, gedreht. Ein weiterer Drehort war in Potsdam am Neuen Palais und den Kolonnaden. Er erlebte am 21. November 1968 im Berliner Kosmos seine Premiere.
Es war (nach Werner Bergmanns Experimental-Kurzfilm DEFA 70) der erste 70-mm-Spielfilm der DEFA. Im Film, der ein großer Publikumserfolg wurde, ist Komponist Karl-Ernst Sasse in einer Nebenrolle als Stehgeiger zu sehen.

## Kritik

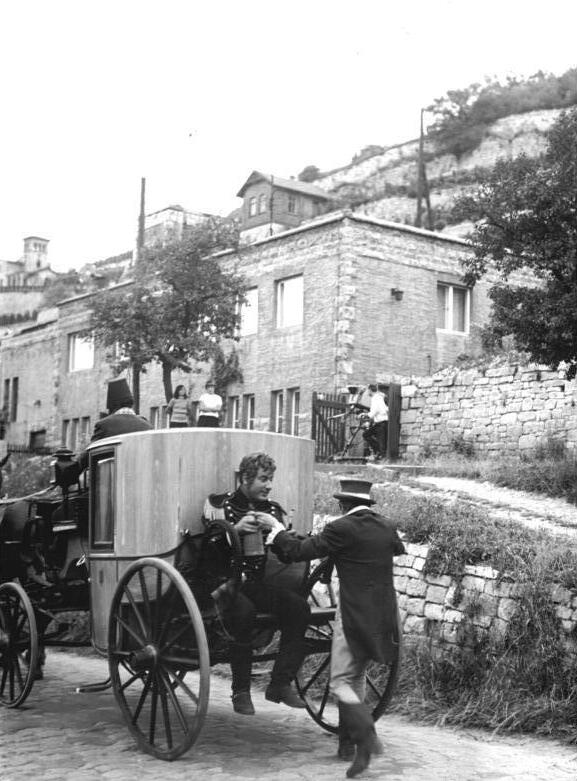
Manfred Krug (li.) und Rolf Herricht (re.) während der Dreharbeiten 1967

Die zeitgenössische Kritik lobte den Film als „international konkurrenzfähig. Wohltuend erscheint mir besonders die distanziert-ironische Haltung, dieses Sich-nicht-ernst-Nehmen […] Der Streifen ist damit von einer wirklich angenehmen Humorigkeit.“
Die Frankfurter Rundschau befand, dass im Film demonstriert werde, wie man „technisches Weltniveau und Biedermeier vereinen kann“. Kritischer sah das Neue Deutschland den Film und schrieb: „Bevor sich eine Technik perfektioniert, erprobt sie sich in einer heiteren Variante […] Große Leinwand, großes Ensemble, doch ein Spaß mit wenig tieferer Bedeutung. […] Was die technischen Möglichkeiten und den künstlerischen Einsatz angeht, stehen wir noch am Anfang.“
Der film-dienst bezeichnete Hauptmann Florian von der Mühle als eine „breit angelegte, turbulente pseudohistorische Komödie an der Grenze zur Klamotte; anspruchslose Unterhaltung mit nur wenigen zündenden Gags.“
Cinema nannte den Film eine „nur bedingt vergnügliche“ und „selten komische Klamotte mit Tortenschlachten.“